# Sjöwall e Wahlöö
Sjöwall e Wahlöö foi uma dupla literária composta por Maj Sjöwall e Per Wahlöö.
Entre 1965 e 2007, os dois escritores suecos produziram dez romances policiais cujo personagem principal era o inspetor Martin Beck.
Os seus livros foram traduzidos para cerca de 40 línguas.
Foram filmatizados, tanto na Suécia como no estrangeiro.
Maj Sjöwall e Per Wahlöö viveram juntos de 1963 até à morte de Per em 1975.

## Edições em língua portuguesa
- Desapareceu um Carro de Bombeiros
- O Homem que Se Desfez em Fumo
- O Homem Abominável
- O Polícia Que Ri

## Filmes baseados nos romances de Sjöwall/Wahlöö
- Roseanna (1967) [3]
- The Laughing Policeman  (1973) [4]
- Mannen på taket (1976) (baseado em  Den vedervärdige mannen från Säffle) [5]
- Mannen som gick upp i rök (1980)
- Brandbilen som försvann (1993) [6]
- Beck – De gesloten kamer (1993) (baseado em Det slutna rummet)
- Roseanna (1993) [7]
- Polis polis potatismos (1993) [8]
- Mannen på balkongen (1993) [9]
- Polismördaren (1994) [10]
- Stockholm Marathon (1994) (baseado em Terroristerna) [11]